# Milorad Mijatović
Milorad Mijatović, cyr. Милорад Мијатовић (ur. 25 listopada 1947 w Erdeviku koło Šidu) – serbski polityk, matematyk, nauczyciel akademicki i działacz związkowy, jeden z liderów Socjaldemokratycznej Partii Serbii.

## Życiorys
Ukończył studia na wydziale przyrodniczo-matematycznym Uniwersytetu w Sarajewie. Na tej samej uczelni uzyskał magisterium, następnie doktoryzował się w zakresie matematyki na Uniwersytecie w Nowym Sadzie. Pracował jako nauczyciel akademicki, początkowo w Sarajewie (na uniwersytecie i w wyższej szkole pedagogicznej). Od 1992 związany ze szkołami wyższymi w Nowym Sadzie, od 1999 na stanowiskach profesorskich.
Jednocześnie zajął się działalnością związkową, był m.in. prezesem federacji związków zawodowych w Wojwodinie (Savez samostalnih sindikata Vojvodine) i wiceprzewodniczącym ogólnokrajowej konfederacji związkowej (Savez samostalnih sindikata Srbije). Zaangażował się w działalność polityczną w ramach Socjaldemokratycznej Partii Serbii założonej przez Rasima Ljajicia, został wiceprzewodniczącym tego ugrupowania. W 2012 uzyskał mandat posła do Zgromadzenia Narodowego Republiki Serbii z listy Borisa Tadicia. W 2014, 2016 i 2020 kandydował z ramienia koalicji skupionej wokół SNS, uzyskując reelekcję na kolejne kadencje. Powoływany na przewodniczącego frakcji parlamentarnej socjaldemokratów.